# Маяк Тювагубский
Маяк Тювагубский — упразднённый в 2013 году населённый пункт в Кольском районе Мурманской области России. Входил в сельское поселение Тюва-Губа.

## География
Располагался у входа в Тюва-губу, в 16 км от г. Североморска

## История
Существовал с 1959 года как посёлок при маяке.
Законом Мурманской области № 1601-01-ЗМО от 24 апреля 2013 года населённый пункт был упразднён в связи с отсутствием проживающего населения.

## Население
| 2002 | 2010 |
| ---- | ---- |
| 30   | ↘0   |

## Инфраструктура
Маяк.

## Транспорт
Доступен водным транспортом.